# جيمس كليمنتس
جيمس كليمنتس (بالإنجليزية: James Clements)‏ هو عالم طيور أمريكي، ولد في 31 أكتوبر 1927 في نيويورك في الولايات المتحدة، وتوفي في 9 يونيو 2005 في أوسيانسيدي في الولايات المتحدة بسبب ابيضاض الدم.